# هلموت وایس
هلموت وایس (آلمانی: Helmut Weiss؛ ۲۵ ژانویه ۱۹۰۷ – ۱۳ ژانویهٔ ۱۹۶۹) هنرپیشه، فیلم‌نامه‌نویس و کارگردان فیلم اهل آلمان بود.
از فیلم‌ها یا برنامه‌های تلویزیونی که وی در آن نقش داشته‌است می‌توان به رامبرانت و اولین روز بهار اشاره کرد.